# Maino (nome)
Maino  è un nome proprio di persona italiano maschile.

## Varianti in altre lingue
- Germanico: Magan[2], Megin[2], Megino[2], Main[2], Meino[2]
  - Femminili: Magina[2], Magenis[2], Megina[2], Meina[2]

## Origine e diffusione
Continua un antico nome germanico basato sull'elemento magan ("forza", "potenza"), che poteva costituire in origine un ipocoristico di altri nomi derivati da questa stessa radice quali Mainardo, Meinrado, Manfredo e Magnerico.
Il nome è attestato soprattutto nella provincia di Modena, dove si trovano i due terzi delle persone così chiamate, mentre i restanti sono dispersi nel Nord Italia.

## Onomastico
L'onomastico può essere festeggiato il 1º novembre, festa di Ognissanti, non essendovi santi con questo nome che è quindi adespota.

## Persone
- Maino Marchi, politico italiano
- Maino Neri, calciatore e allenatore di calcio italiano